# Maapaëv
De Maapäev was het provinciale parlement van het Autonoom gouvernement Estland. Het werd verkozen in mei-juni 1917 tijdens de Russische Revolutie en diende als het wetgevende orgaan van Estland in een periode van politieke omwenteling en onzekerheid.
Op 12 april 1917 vaardigde de Voorlopige Russische Regering een bevel uit over de voorlopige autonomie van Estland, wat leidde tot de oprichting van het Autonoom Gouvernement Estland. De Maapäev werd gevormd als reactie op deze autonomie en werd verkozen door indirect algemeen kiesrecht. De verkiezingen vonden plaats in verschillende fasen, waarbij vertegenwoordigers van zowel de plattelandsgemeenschappen als stadsvertegenwoordigers werden gekozen.
Na de bolsjewistische staatsgreep in Rusland in november 1917 verklaarde de Maapäev zichzelf als de enige soevereine macht in Estland. In weerwil van de nieuwe bolsjewistische heerschappij weigerde de Maapäev deze te erkennen. Dit leidde tot een conflict waarbij de Bolsjewieken probeerden de raad te ontbinden, wat uiteindelijk resulteerde in de gedwongen ontbinding van de Maapäev op 26 november 1917.
Desondanks bleef de Maapäev een cruciale rol spelen in de Estse geschiedenis. Op 19 februari 1918 proclameerde het Comité van Oudsten van de Landraad van de Maapäev de onafhankelijkheid van Estland. De Maapäev functioneerde als het wetgevende orgaan van Estland tot 1919, nadat de Duitse bezetting van het land was geëindigd. In deze periode zag het land de uitroeping van de onafhankelijkheid en de vorming van een eigen regering, waarmee de basis werd gelegd voor de latere Republiek Estland.